# All the Fools Sailed Away
All the Fools Sailed Away è un singolo dei Dio estratto dal loro album del 1987 Dream Evil.
Si tratta del singolo scelto per il mercato europeo. Negli USA uscì solo in versione promo, poiché il singolo scelto per il mercato d'oltreoceano fu I Could Have Been a Dreamer con sul lato B sempre Overlove.
Oltre alla edizione per tutta Europa, ne uscì una nazionale in Spagna.
La canzone, che sull'album dura oltre sette minuti, per il singolo è stata notevolmente ridotta.

## Tracce
1. All the Fools Sailed Away (Testo: Dio; Musica: Dio, Goldie) – 4:30
2. Overlove (Testo: Dio; Musica: Dio, Goldie, Appice) – 3:49

## Formazione
- Ronnie James Dio - voce
- Craig Goldy - chitarra
- Jimmy Bain - basso
- Claude Schnell - tastiere
- Vinny Appice - batteria